# Joseph Hertel (homme politique)
Joseph Hertel, né le 24 août 1910 à Dieppe, mort dans cette ville le 3 juillet 1962, est un syndicaliste et un homme politique français. Il a été député communiste de Seine-Inférieure aux deux Assemblées nationales constituantes, en 1945 et 1946.

## Biographie
Menuisier ou (et) ouvrier aux Ateliers et Chantiers de la Manche à Dieppe, Joseph Hertel est un dirigeant syndical de la métallurgie locale. Avant la Seconde Guerre mondiale il est secrétaire général de l'Union locale (UL) CGT de Dieppe. À la Libération, il reprend ses fonctions syndicales et, militant du parti communiste, il les associe avec un mandat de conseiller municipal de la ville (avril 1945). 
En octobre 1945, il est élu à la première Assemblée nationale constituante dans la 2e circonscription de la Seine-Inférieure. Il est réélu le 2 juin 1946 à la deuxième Assemblée constituante. Lors du scrutin de novembre 1946, il n'est pas représenté comme candidat à l'Assemblée nationale, et laisse sa place de second de la liste, menée par René Cance, à Hilaire Perdon, qui est élu.